# Küsten
Küsten település Németországban, azon belül Alsó-Szászország tartományban. Lakosainak száma 1369 fő (2023. december 31.).

## Népesség
A település népességének változása:
| Lakosok száma | 1378 | 1390 | 1368 | 1342 | 1352 | 1369 |
|               | 2016 | 2017 | 2019 | 2021 | 2022 | 2023 |